# Eremiaphila gigas
Eremiaphila gigas är en bönsyrseart som beskrevs av Max Beier 1930. Eremiaphila gigas ingår i släktet Eremiaphila och familjen Eremiaphilidae. Inga underarter finns listade i Catalogue of Life.